# Ермилов, Павел Валерьевич
Па́вел Вале́рьевич Ерми́лов (28 января 1981, Москва) — священник Русской православной церкви, клирик клириком Храме равноапостольного князя Владимира ПСТГУ и ПСТБИ в Москве. Кандидат исторических наук (2012). Один из авторов «Православной энциклопедии».
Заместитель декана Богословского факультета ПСТГУ по научной работе, старший преподаватель кафедры систематического богословия и патрологии, член редколлегии и научный редактор журнала «Вестник ПСТГУ. Серия: Богословие. Философия».

## Биография
В 1999 года был крещён в Николо-Кузнецком храме.
В 2005 году окончил богословский факультет ПСТГУ. Продолжил обучение в аспирантуре, которую окончил в 2009 году.
27 марта 2010 года в храме Христа Спасителя был рукоположён в сан диакона и назначен в клир храма святителя Николая в Кузнецах. В этот же день в связи с этим событием был отслужен благодарственный молебен в Николо-Кузнецком храме. После молебна новопоставленного диакона поздравил ректор ПСТГУ протоиерей Владимир Воробьёв, который отметил, что отец Павел продолжает традицию служения в Николо-Кузнецком приходе клириков, вся жизнь которых от крещения до священства связана с этим храмом.
29 февраля 2012 года в Институте всеобщей истории Российской академии наук защитил диссертацию на соискание учёной степени кандидата исторических наук по теме «История константинопольских соборов 1156—1157 годов (проблемы исторической реконструкции и критики источников)».
Был куратором выставки «Преодоление: Русская церковь и Советская власть», прошедшей с 8 ноября по 9 декабря 2012 года в Музее современной истории России. Экспонаты выставки «Преодоление: Русская Церковь и советская власть» размещены в шести залах в хронологическом порядке. Каждый зал представлен символичным для этой эпохи словом, ставшим «ключом» при создании их художественной концепции.
19 апреля 2016 года принял участие в научно-практической конференции «Всеправославный Собор: мнения и ожидания» в Православном Свято-Тихоновском гуманитарном университете, на которой выступил с обзором мнений о предстоящем соборе.
15 апреля 2017 года в храме Христа Спасителя патриархом Московским и всея Руси Кириллом рукоположён в сан иерея.
22 июня 2022 года в Издательском Совете Русской Православной Церкви митрополитом Калужским и Боровским Климентом награждён медалью преподобного Епифания Премудрого III степени.
2 апреля 2025 года указом митрополита Григория (Петрова) освобожден от несомых ранее священнических послушаний и назначен штатным клириком Подворья Патриарха Московского и всея Руси при храме равноапостольного князя Владимира ПСТГУ и ПСТБИ г. Москвы.

## Публикации
- Понятие «равноангельности» в святоотеческой традиции // Богословский сборник. Вып. 13. — М.: ПСТГУ, 2005. — С. 55-100.
- Место понятия «равноангельности» в богословской системе блаженного Августина // XIV Ежегодная Богословская Конференция ПСТГУ: Материалы 2004. — М.: ПСТГУ, 2005. — С. 60-66.
- What was Soterichos Panteugenos condemned for? The evidence of the sources // Proceedings of the 21st International Congress of Byzantine Studies, London 21-26 August 2006. — Aldershot: Ashgate, 2006. — Vol. 3. — P. 208—209.
- Несколько замечаний по поводу статей иеромонаха Павла Черемухина // Епископ Николай Мефонский и византийское богословие. Сборник исследований. — М.: ЦБПИ, 2007. — С. 272—281.
- Анонимная заметка в рукописи Atheniensis graecus 2337 о подложности приписываемой прп. Иоанну Дамаскину «Главы о пречистом Теле, которого причащаемся» // Вестник ПСТГУ. Серия I: Богословие. Философия. 2008. — Вып. 2 (22). — С. 91—102.
- К вопросу об осуждении протэдикта Михаила на Константинопольских Соборах 1156—1157 годов // Вестник ПСТГУ. Серия I: Богословие. Философия. 2008. — Вып. 3 (23). — С. 59—72.
- Новые рукописные сведения о Сотирихе Пантевгене // Византийский временник. Т. 67 (92). — М., 2008. — С. 165—169.
- Current problems in studying Nicetas Choniates’ Panoplia: the case of chapter 24 // Byzantine theologians. The systematization of their own doctrine and their perception of foreign doctrines. — Roma, 2009. — P. 91-102.
- Константинопольские споры XII века о богословии Евхаристии // Материалы V Международной богословской конференции Русской Православной Церкви «Православное учение о церковных таинствах» (Москва, 13-16 ноября 2007). — М., 2010. — С. 169—180.
- История константинопольских соборов 1156—1157 годов в изложении Д. М. Судницына // Вестник ПСТГУ. Серия I: Богословие. Философия. 2010. — Вып. 3 (31). — С. 97-121.
- «Satanic Heresy»: On one Topic in Anti-Armenian Polemic // Orthodoxy and Heresy in Byzantium. — Roma, 2010. — P. 79-97.
- Die «Skizzen zur Geschichte der byzantinischen Kultur» (1891) von F. Uspenskij in der Kritik in Russland von Seite der Russisch-Orthodoxen Kirche // Ostkirchliche Studien, 2011. Bd. 60. Heft 1. — S. 157—170.
- Feodor Uspenskij and his Critics in Late Nineteenth Century Russia. A debate Concerning Byzantine Philosophy // Byzantine Theology and its Philosophy Backgroud. — Turnhout: Brepols Publishers, 2011. — P. 187—196.
- Из истории взаимоотношений между церковной и светской наукой в России: два эпизода из биографии Ф. И. Успенского // Вестник ПСТГУ. Серия I: Богословие. Философия. 2012. — Вып. 4 (42). — С. 79-96.
- О датировке «Мнения» Георгия Торника // ΘΕΟΔΟΥΛΟΣ. Сборник статей памяти профессора Игоря Сергеевича Чичурова. П. В. Кузенков, А. А. Войтенко, М. В. Грацианский, ред. — М.: ПСТГУ, 2012. — С. 84-90.
- Le «inedite» domande-risposte di Marco di Efeso // Miscellanea Graecolatina / F. Gallo, ed. Milano, 2013. Vol. 1. — P. 269—281.
- Towards a Classification of Sources in Byzantine Question-and-Answer Literature // Theologica Minora. The Minore Genres of Byzantine Theological Literature / A. Rigo, P. Ermilov, M. Trizio, eds. Turnhout, 2013. — P. 110—125.
- Происхождение теории о первенстве Константинопольского патриарха // Вестник ПСТГУ. Серия I: Богословие. Философия. 2014. — Вып. 1 (51). — С. 36—53.
- Дискуссии конца XIX — первой половины XX в. о праве созыва Всеправославного собора // Государство, религия, церковь в России и за рубежом. 2016. — № 1 (34). — С. 308—332.
- Secundus sine paribus: Соображения по поводу критики «Позиции Московского Патриархата по вопросу о первенстве во Вселенской Церкви» // Вестник ПСТГУ. Серия «Богословие, философия, религиоведение». 2016. — 2 (64). — С. 145—158.
- История присуждения докторской степени профессору Санкт-Петербургской духовной академии Т. В. Барсову // Христианское чтение. 2016. № 5. — С. 245—265.
- Вхождение Константинопольского патриархата в русло внешней политики США в первые годы «холодной войны» // Проблемы национальной стратегии. 2016. — № 36. — С. 217—233.
- Дискуссия Барсова-Павлова о роли Константинопольского патриарха в Православной Церкви // Вестник Русской христианской гуманитарной академии. 2017. — Том 18. Вып. 3. — С. 30-41.
- «Всеправославный лидер»: Лозаннская конференция и роль константинопольского патриархата в православном мире // Диалог со временем. 2018. — Вып. 63. — С. 186—199. (в соавторстве с А. А. Чибисовой)
- Образ Церкви в творениях священномученика Дамаскина Цедрика // Вестник ПСТГУ. Серия I: Богословие. Философия. Религиоведение. 2018. — Вып. 75. — С. 28—47.
- Трактовка роли Лозаннской конференции в истории Константинопольского патриархата в греческой историографии XX в.: стереотипы и реалии // Studia Slavica et Balcanica Petropolitana. 2018. — № 2. — С. 207—219. (в соавторстве с А. А. Чибисовой)
- «Что Русская Церковь сможет очень многое в мире сделать — я в это верю». Переписка архиепископа Иоанна (Шаховского) с С. В. Троицким. 1954—1965 гг. // Исторический архив. 2019. — № 1. — С. 54—100.
- Экклезиологические взгляды М. А. Новосёлова: по материалам 1920-х годов // Вестник Екатеринбургской духовной семинарии. 2019. — № 26. — С. 11—56. (с К. Я. Паромовым)
- Полемика вокруг юрисдикции Константинопольского патриархата над православной диаспорой в первой половине XX века и её итоги // Религиоведение. 2019. — № 1. — С. 16—29.
- «Да не возникнет другая глава»: Об одной неясной фразе в хронике псевдо-Дорофея // Русь, Россия: Средневековье и Новое время. Выпуск 6: Шестые чтения памяти академика РАН Л. В. Милова. Материалы к международной научной конференции. Москва, 21-22 ноября 2019 г. — Москва: Издательство Московского университета, 2019. — С. 117—120.
- Το πείραμα της Ουκρανίας: Η επερχομένη Ευρωπαϊκή Εκκλησία // Ορθόδοξος Τύπος. Φ. 2279. 25.10.2019. — Σ. 1-6; 2280. 1.11.2019. — Σ. 1—5.
  - Украинская автокефалия как начало реформы регионального уровня церковной структуры // Причины и вызовы текущего кризиса межправославных отношений: Материалы научно-практической конференции (ПСТГУ, 25-26 февраля 2019 года). — М., 2020. — C. 77—96
- Учреждение московского патриаршества и Константинопольские соборы 1590 и 1593 гг. // Византийский временник. 2020. — Том 103. — С. 153—178
- Переписка Александрийского патриарха Герасима Паллады с антиохийскими христианами: исторический и текстологический аспекты // Вестник Православного Свято-Тихоновского гуманитарного университета. Серия 3: Филология. 2021. — № 69. — С. 34—52. (соавторы: Панченко К.А., Попова Ю.И.)
- Определения Константинопольских соборов о московском патриаршестве в свете православно-католической полемики о главенстве в Церкви // Византийский временник. 2021. — Т. 105. — С. 109—126.
- Первенство как политический институт // Мировое Православие: первенство и соборность в свете православного вероучения. Материалы Международной конференции Синодальной библейско-богословской комиссии (Москва, 16-17 сентября 2021 года) / Под общ. ред. митрополита Волоколамского Илариона (Алфеева). — М.: Общецерковная аспирантура и докторантура им. свв. Кирилла и Мефодия, 2022. — С. 33—54.
- Введение // Понятие первенства: Истоки и контексты: Коллективная монография / Отв. ред.: П. В. Ермилов, М. В. Грацианский. — Москва: ПСТГУ, 2022. — С. 9—44 (в соавторстве с М. В. Грацианским).
- Институты первенства в античном мире. К вопросу об историческом контексте 34-го апостольского правила // Понятие первенства: Истоки и контексты: Коллективная монография / Отв. ред.: П. В. Ермилов, М. В. Грацианский. — Москва: ПСТГУ, 2022. — С. 203—348 (в соавторстве с М. В. Грацианским).
- Заключение // Понятие первенства: Истоки и контексты: Коллективная монография / Отв. ред.: П. В. Ермилов, М. В. Грацианский. — Москва: ПСТГУ, 2022. — С. 625—635 (в соавторстве с М. В. Грацианским).
- Первенство как политический институт // Журнал Московской Патриархии. 2022. — № 12. — С. 50—57.
- Отношение к утрате царской власти на Христианском Востоке в XV—XVII вв. // Византийский временник. 2023. — Т. 107. — С. 155—169.
- «Первые» и «протевонты» византийских городов: проблемы изучения // BYZANTINOTAURICA — I: Византия и византийское наследие в Причерноморье, Средиземноморье и Восточной Европе. Тезисы докладов всероссийской научной конференции (Севастополь, 25-28 сентября 2023 г.) / Под ред. С. П. Карпова, М. В. Грацианского, С. Г. Бочарова. — СПб.: Алетейя, 2023. — С. 37—39.
- Modern Debates on Autocephaly in Orthodox Theology // Edward G. Farrugia, S.J. — Željko Paša, S.J. (eds.), Autocephaly: Coming of Age in Communion. Historical, Canonical, Liturgical, and Theological Studies, vols. I—II, Orientalia Christiana Analecta 314—315. — Rome, 2023. — P. 1011—1028. (соавтор: I. Borshch)
- Предисловие // Кузенков П. В. «Преимущество» и «первенство». К раскрытию церковно-канонических концептов. — М., 2024. — С. 11—17.
- Взгляд в будущее Константинопольской Церкви из 1920 года в статьях Э. Лукараса // Богословский вестник. 2024. — № 1 (52). — С. 186—213.
- Федеративная модель Церкви в западном богословии // Вестник ПСТГУ. Серия I: Богословие. Философия. Религиоведение. 2024. — Вып. 112. — С. 30—50
- Федеративная модель Церкви в православном богословии // Вестник ПСТГУ. Серия II: История. История Русской Православной Церкви. — 2024. — Вып. 119. — С. 147—170.

- Ахав // Православная энциклопедия. — М., 2002. — Т. IV : Афанасий — Бессмертие. — С. 196—197. — 39 000 экз. — ISBN 5-89572-009-9. (в соавторстве с А. А. Немировским)
- Ахитофел // Православная энциклопедия. — М., 2002. — Т. IV : Афанасий — Бессмертие. — С. 209. — 39 000 экз. — ISBN 5-89572-009-9.
- Димитракопулос Андроник // Православная энциклопедия. — М., 2007. — Т. XIV : Даниил — Димитрий. — С. 708. — 39 000 экз. — ISBN 978-5-89572-024-0.
- Димитрий Лампский // Православная энциклопедия. — М., 2007. — Т. XV : Димитрий — Дополнения к „Актам Историческим“. — С. 146—147. — 39 000 экз. — ISBN 978-5-89572-026-4.
- Константинопольские споры 1156—1157 гг. (в статье «Евхаристия») // Т. 17. М., 2008. — С. 625—629.
- разделы «Положение КПЦ при правительстве младотурок: 1908—1918 гг.», «КПЦ в период разрыва отношений с турецким правительством (1919—1923)», «Константинопольский Патриархат в Турецкой Республике (1923—1948)», «Ситуация в КПЦ к концу Патриаршества Максима V» в статье Константинопольская Православная Церковь // Т. 37. М., 2015. — С. 256—275.
- раздел «Собор 1156—1157» в статье Константинопольские соборы // Т. 37. М., 2015. — С. 323—326.
- Мелетий IV // Православная энциклопедия. — М., 2016. — Т. XLIV : Маркелл II — Меркурий и Паисий. — С. 563—570. — 30 000 экз. — ISBN 978-5-89572-051-6.

- Richter G. Oikonomia. Der Gebrauch des Wortes Oikonomia im Neuen Testament, bei den Kirchenvätern und in der theologischen Literatur bis ins 20. Jahrhundert // Вестник ПСТГУ. Серия «Богословие, философия», 17. М., 2007. С. 124—127.
- Peng-Keller S. Alte Passionen im neuen Leben. Postbaptismale Konkupiszenz als ökumenisches Problem und theologische Aufgabe // Вестник ПСТГУ. Серия «Богословие, философия», 48. М., 2013. С. 158—161.
- Primacy in the church: the office of primate and the authority of councils. Vol. 1: Historical and theological perspectives / J. Chryssavgis, ed. St Vladimir’s Seminary Press, 2016 // Вестник Православного Свято-Тихоновского гуманитарного университета. Серия 1: Богословие. Философия. Религиоведение. 2016. № 64. С. 145—158.
- О правде и неправде Православия. Рец. на сборник: Правда Православия / С. В. Троицкий, ред. М.: ФИВ, 2015 // Вестник ПСТГУ. Серия 1: Богословие. Философия. Религиоведение. 2017. — № 70. — С. 138—145.

- Велимир Мойст «Ненависть к церкви пересиливала любые другие соображения» // gazeta.ru, 07.11.2012
- Диакон Павел Ермилов: Годы «Большого террора» — ключевая дата для истории Русской Церкви в XX веке // ЖМП, № 11 ноябрь 2012
- Священник: народ Украины отличают мужество и стойкость в православной вере // ria.ru, 10.05.2018